# VF Corporation
VF Corporation – amerykańskie przedsiębiorstwo odzieżowe, założone w 1899 roku. Właściciel ponad trzydziestu marek, między innymi: Lee, Wrangler, Vans czy Timberland, a także Supreme. Siedzibą przedsiębiorstwa jest Greensboro w stanie Karolina Północna.

## Marki VF Corporation
- Wrangler
- Lee
- Riders
- Rustler
- Brittania
- Chic
- Gitano
- 20X
- Maverick
- H.I.S.
- Old Axe
- Earl Jean
- Timberland
- Red Kap
- Bulwark
- Penn State Textile
- Horace Small
- Lee Sport
- CSA
- Chase Authentics
- NFL Red
- NFL White
- VF Solutions
- E. Magrath
- 7 For All Mankind
- The North Face
- JanSport
- Eastpak
- Napapijri
- Kipling
- Vans
- Reef sandals
- Nautica
- John Varvatos
- Dickies
- Supreme